# Lars Uhre
Lars Uhre (født 18. april 1972) er en dansk badmintonspiller og -træner, som var cheflandstræner for det danske badmintonlandshold fra 2010 til 2016, hvor han blev efterfulgt af Kenneth Jonassen. I maj 2021 tiltrådte han som talentudviklingschef i Badminton Danmark.
Med Uhre som træner har danske badmintonspillere blandt andet vundet Thomas Cup-guld (hold-VM for herrer) og fire OL-medaljer.[kilde mangler]